# Польверара
Польверара (італ. Polverara, вен. Polverara) — муніципалітет в Італії, у регіоні Венето, провінція Падуя.
Польверара розташована на відстані близько 390 км на північ від Рима, 32 км на південний захід від Венеції, 13 км на південний схід від Падуї.
Населення — 3259 осіб (2014).

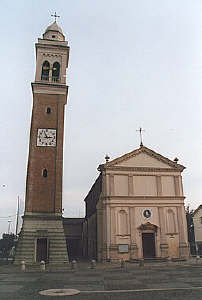

Щорічний фестиваль відбувається 16 листопада. Покровитель — San Fidenzio.

## Демографія
Населення за роками:

Станом на 1 січня 2023 року в муніципалітеті офіційно проживало 140 іноземців з 13 країн, серед них 74 громадяни країн Євросоюзу та 5 громадян України.

## Сусідні муніципалітети
- Боволента
- Бруджине
- Казальсеруго
- Леньяро
- Понте-Сан-Ніколо